# Eugen Sigg
Hugo Eugen Sigg-Bächthold (* 16. Januar 1898; † 29. Dezember 1994) war ein Schweizer Ruderer, der zwei olympische Medaillen gewann.

## Werdegang
Bei den Europameisterschaften 1923 in Como siegten Émile Albrecht, Richard Frey, Alfred Probst, Eugen Sigg und Hans Steiger im Vierer mit Steuermann.
Bei den Olympischen Spielen 1924 auf der Seine bei Argenteuil erkämpften Émile Albrecht, Alfred Probst, Eugen Sigg und Hans Walter die Bronzemedaille im Vierer ohne Steuermann. Im Vierer mit Steuermann steuerte Fritz Loosli die vier Ruderer in den Final, dort sass dann Émile Lachapelle für Loosli im Boot, das die Goldmedaille gewann.
Sigg startete für den Rowing-Club Lausanne.